# Premio TV - Premio regia televisiva
Il Premio TV - Premio regia televisiva è stata una manifestazione italiana ideata da Daniele Piombi nel 1961, che attribuiva i cosiddetti Oscar TV, assegnati da una giuria composta da personaggi della cultura e dello spettacolo che fanno parte dell'Accademia degli Oscar TV.
Nel corso della manifestazione sono state spesso modificate la modalità di assegnazione, la quantità e le fattezze dei premi. Dal 1997 è stato adottato il sistema della top ten (riguardante i dieci migliori programmi della stagione), unita a delle categorie speciali:
- Miglior programma in assoluto
- Personaggio televisivo femminile dell'anno
- Personaggio televisivo maschile dell'anno
- Personaggio rivelazione televisiva dell'anno
- Miglior fiction
- Miglior TG/trasmissione di approfondimento
- Miglior trasmissione web (dal 2014)

Gli Oscar TV potevano essere considerati l'equivalente televisivo del premio David di Donatello per il cinema, del Premio Ubu per il teatro, e del Festival di Sanremo per la musica, limitatamente all'Italia.

## Storia
Il Premio regia televisiva è stato un premio ideato da Daniele Piombi nel 1960. In Italia è stato il primo riconoscimento ufficiale dato ai programmi della televisione. Piombi ebbe la grande intuizione dell'importanza che la televisione stava acquisendo in quel periodo: così, tornando a Reggio Emilia e parlando con l'amico Sandro Gasparini, nacque l'idea di inviare un tagliando ai giornalisti che si occupavano di TV sui maggiori quotidiani e settimanali italiani.
La televisione era ormai un fenomeno di massa, al punto che ogni quotidiano ed ogni settimanale annoverava tra i suoi giornalisti un critico o un esperto di TV. Insieme a Gasparini, Piombi inviò trenta tagliandi ad altrettanti giornalisti, attraverso i quali si chiedeva quale fosse - a loro parere - la miglior regia televisiva dell'anno. La prima cerimonia di premiazione si svolse nel 1961 all'hotel Astoria, con il patrocinio dell'Ente per il turismo di Reggio Emilia. Alla cerimonia presero parte critici e registi del calibro di Antonello Falqui, Sandro Bolchi, Enzo Trapani, Romolo Siena e Gianmaria Tabarelli.
La prima edizione ebbe grande successo così come quella successiva del 1962, anno in cui la manifestazione si trasferì nella località turistica termale di Salsomaggiore Terme. Dal 1962 al 1980 il Premio TV - Premio regia televisiva si allargò dai registi ai conduttori; la RAI riprese per la prima volta la manifestazione di Salsomaggiore, alla quale parteciparono Mike Bongiorno, Alighiero Noschese, Corrado, Walter Chiari, Sandra Mondaini, Raimondo Vianello, Raffaella Carrà e i cantanti di Canzonissima.
Un'ulteriore svolta si ebbe nel 1969: Gigi Vesigna, giornalista di TV Sorrisi e Canzoni (del quale sarebbe poco dopo diventato direttore), propose la collaborazione con il noto settimanale. Così al premio della critica si affiancò quello dei lettori di TV Sorrisi e Canzoni, che, sponsorizzando anche la manifestazione, assicurò al Premio anche la presenza di alcuni divi internazionali.
Quindi, dal 1969, al fianco della manifestazione ufficiale di Salsomaggiore - mediante la quale con il voto di alcuni giornalisti ed addetti ai lavori si premiavano i migliori programmi televisivi - si affiancò il responso della giuria popolare composta dai lettori di TV Sorrisi e Canzoni, che potevano esprimere le loro preferenze inviando alla redazione un'apposita scheda pubblicata sullo stesso giornale. TV Sorrisi e Canzoni organizzò a Salsomaggiore una serata di gala nel corso della quale i divi preferiti dai lettori furono premiati con una speciale targa d'oro. Alla prima serata di gala organizzata da Tv Sorrisi e Canzoni a Salsomaggiore furono premiati Pippo Baudo (per la trasmissione Settevoci) e Serge Reggiani (come Personaggio Televisivo dell'Anno).
Nel 1980 il Premio regia televisiva - ormai comunemente chiamato "Oscar Tv" - giunto alla sua 20ª edizione, ebbe una svolta: la manifestazione si trasferì in Sicilia, precisamente a Giardini-Naxos. Nel 1984 avvenne il divorzio da TV Sorrisi e Canzoni: il popolare settimanale era stato acquistato da Silvio Berlusconi, presidente della Fininvest, e concorrente della RAI. Gigi Vesigna organizzò per il settimanale un proprio premio, oggi conosciuto come il Gran Premio Internazionale dello Spettacolo (i cosiddetti "Telegatti").
Nel 1991 l'Oscar TV, dopo dieci edizioni a Giardini-Naxos, si trasferì a Milazzo, dove si tenne per due sole edizioni consecutive (1991, 1992). Nel 1993 la manifestazione tornò nuovamente a Giardini-Naxos mentre nel 1994 si trasferì ad Agrigento. Nel 1995 cambiò nuovamente sede, dopo che venne dichiarata l'inagibilità della struttura del Palazzo dei Congressi di Agrigento: ad otto giorni dall'evento, il programma si trasferì in fretta e furia a Trapani. A partire dal 1995 il presidente dell'Accademia del Premio regia televisiva è Gigi Vesigna (che, lasciata la direzione di TV Sorrisi e Canzoni, divenne editorialista di Famiglia Cristiana).
Nel 1996, su consiglio dell'allora direttore di Rai Uno Brando Giordani, il premio si trasferì al teatro Ariston di Sanremo dove, grazie alla maestosità delle scenografie utilizzate poche settimane prima per il Festival di Sanremo, la manifestazione acquistò maggiore prestigio. Dal 1996 la serata è andata in onda rigorosamente in diretta su Rai 1, con la conduzione affidata ai più importanti volti della Rai.
A partire dal 2007, a causa di una lunga diatriba con l'Academy Award di Los Angeles, non è stato più possibile definire il Premio regia televisiva "Oscar TV". Dal 2006 i componenti dell'Accademia dell'Oscar TV hanno valutato oltre che i programmi delle reti in chiaro, anche quelli trasmessi via satellite e sul digitale terrestre, e da allora si sono iniziati a vedere alcuni premi assegnati a programmi o reti non legati al "duopolio". L'ultima edizione, quella del 2016, è stata l'unica a non essere andata in onda in diretta televisiva, nonostante l'avvenuta assegnazione dei riconoscimenti. Questa è stata l'ultima edizione, considerato che dall'anno successivo, dopo la scomparsa dell'ideatore Daniele Piombi, la manifestazione non ha avuto più luogo.

## Statistiche
La trasmissione più premiata in assoluto nella storia degli Oscar della TV è stata Striscia la notizia (Canale 5) che ha collezionato 28 premi e detiene quindi il record di programma più celebrato. Segue poi il Festival di Sanremo (Rai Uno) che ha ricevuto 18 riconoscimenti, l'ultimo proprio nel 2016. Immediatamente dopo seguono Ballando con le stelle con 12 premi, Le Iene con 11 premi, e a pari merito Porta a Porta e L'eredità, che hanno ottenuto 8 premi ciascuno.

## Edizioni
| Edizione | Anno | Presentatore                        | Presentatore                        | Presentatore                        | Presentatore                        | Vincitori                                   | Vincitori                       | Vincitori             | Vincitori               | Sede                | Ascolti           | Ascolti          |
| Edizione | Anno | Presentatore                        | Presentatore                        | Presentatore                        | Presentatore                        | Trasmissione dell'anno                      | Personaggio maschile            | Personaggio femminile | Personaggio rivelazione | Sede                | Telespettatori    | Share            |
| -------- | ---- | ----------------------------------- | ----------------------------------- | ----------------------------------- | ----------------------------------- | ------------------------------------------- | ------------------------------- | --------------------- | ----------------------- | ------------------- | ----------------- | ---------------- |
| 1ª       | 1961 | Daniele Piombi                      | Daniele Piombi                      | Daniele Piombi                      | Daniele Piombi                      | –                                           | –                               | –                     | –                       | Salsomaggiore Terme | –                 | –                |
| 2ª       | 1962 | Daniele Piombi                      | Daniele Piombi                      | Daniele Piombi                      | Daniele Piombi                      | –                                           | –                               | –                     | –                       | Salsomaggiore Terme | –                 | –                |
| 3ª       | 1963 | Daniele Piombi                      | Daniele Piombi                      | Daniele Piombi                      | Daniele Piombi                      | –                                           | –                               | –                     | –                       | Salsomaggiore Terme | –                 | –                |
| 4ª       | 1964 | Daniele Piombi                      | Daniele Piombi                      | Daniele Piombi                      | Daniele Piombi                      | –                                           | –                               | –                     | –                       | Salsomaggiore Terme | –                 | –                |
| 5ª       | 1965 | Daniele Piombi                      | Daniele Piombi                      | Daniele Piombi                      | Daniele Piombi                      | –                                           | –                               | –                     | –                       | Salsomaggiore Terme | –                 | –                |
| 6ª       | 1966 | Daniele Piombi                      | Daniele Piombi                      | Daniele Piombi                      | Daniele Piombi                      | –                                           | –                               | –                     | –                       | Salsomaggiore Terme | –                 | –                |
| 7ª       | 1967 | Daniele Piombi                      | Daniele Piombi                      | Daniele Piombi                      | Daniele Piombi                      | –                                           | –                               | –                     | –                       | Salsomaggiore Terme | –                 | –                |
| 8ª       | 1968 | Daniele Piombi                      | Daniele Piombi                      | Daniele Piombi                      | Daniele Piombi                      | –                                           | –                               | –                     | –                       | Salsomaggiore Terme | –                 | –                |
| 9ª       | 1969 | Daniele Piombi                      | Daniele Piombi                      | Daniele Piombi                      | Daniele Piombi                      | –                                           | –                               | –                     | –                       | Salsomaggiore Terme | –                 | –                |
| 10ª      | 1970 | Daniele Piombi                      | Daniele Piombi                      | Daniele Piombi                      | Daniele Piombi                      | –                                           | –                               | –                     | –                       | Salsomaggiore Terme | –                 | –                |
| 11ª      | 1971 | Daniele Piombi                      | Daniele Piombi                      | Daniele Piombi                      | Daniele Piombi                      | –                                           | –                               | –                     | –                       | Salsomaggiore Terme | –                 | –                |
| 12ª      | 1972 | Daniele Piombi                      | Daniele Piombi                      | Daniele Piombi                      | Daniele Piombi                      | –                                           | –                               | –                     | –                       | Salsomaggiore Terme | –                 | –                |
| 13ª      | 1973 | Daniele Piombi                      | Daniele Piombi                      | Daniele Piombi                      | Daniele Piombi                      | –                                           | –                               | –                     | –                       | Salsomaggiore Terme | –                 | –                |
| 14ª      | 1974 | Daniele Piombi                      | Daniele Piombi                      | Daniele Piombi                      | Daniele Piombi                      | –                                           | –                               | –                     | –                       | Salsomaggiore Terme | –                 | –                |
| 15ª      | 1975 | Daniele Piombi                      | Daniele Piombi                      | Daniele Piombi                      | Daniele Piombi                      | –                                           | –                               | –                     | –                       | Salsomaggiore Terme | –                 | –                |
| 16ª      | 1976 | Daniele Piombi                      | Daniele Piombi                      | Daniele Piombi                      | Daniele Piombi                      | –                                           | –                               | –                     | –                       | Salsomaggiore Terme | –                 | –                |
| 17ª      | 1977 | Daniele Piombi                      | Daniele Piombi                      | Daniele Piombi                      | Daniele Piombi                      | –                                           | –                               | –                     | –                       | Salsomaggiore Terme | –                 | –                |
| 18ª      | 1978 | Daniele Piombi                      | Daniele Piombi                      | Daniele Piombi                      | Daniele Piombi                      | –                                           | –                               | –                     | –                       | Salsomaggiore Terme | –                 | –                |
| 19ª      | 1979 | Daniele Piombi                      | Daniele Piombi                      | Daniele Piombi                      | Daniele Piombi                      | –                                           | –                               | –                     | –                       | Salsomaggiore Terme | –                 | –                |
| 20ª      | 1980 | Daniele Piombi                      | Daniele Piombi                      | Daniele Piombi                      | Daniele Piombi                      | –                                           | –                               | –                     | –                       | Salsomaggiore Terme | –                 | –                |
| 21ª      | 1981 | Daniele Piombi                      | Daniele Piombi                      | Daniele Piombi                      | Daniele Piombi                      | –                                           | –                               | –                     | –                       | Giardini Naxos      | –                 | –                |
| 22ª      | 1982 | Daniele Piombi                      | Daniele Piombi                      | Daniele Piombi                      | Daniele Piombi                      | –                                           | –                               | –                     | –                       | Giardini Naxos      | –                 | –                |
| 23ª      | 1983 | Daniele Piombi                      | Daniele Piombi                      | Daniele Piombi                      | Daniele Piombi                      | –                                           | –                               | –                     | –                       | Giardini Naxos      | –                 | –                |
| 24ª      | 1984 | Daniele Piombi                      | Daniele Piombi                      | Daniele Piombi                      | Daniele Piombi                      | –                                           | –                               | Raffaella Carrà       | Ángela Molina           | Giardini Naxos      | –                 | –                |
| 25ª      | 1985 | Daniele Piombi                      | Daniele Piombi                      | Daniele Piombi                      | Daniele Piombi                      | Quelli della notte                          | Pippo Baudo e Renzo Arbore      | –                     | –                       | Giardini Naxos      | –                 | –                |
| 26ª      | 1986 | Daniele Piombi                      | Daniele Piombi                      | Daniele Piombi                      | Daniele Piombi                      | Spot                                        | Pippo Baudo                     | Enrica Bonaccorti     | Elisabetta Gardini      | Giardini Naxos      | –                 | –                |
| 27ª      | 1987 | Daniele Piombi                      | Daniele Piombi                      | Daniele Piombi                      | Daniele Piombi                      | Fantastico                                  | Pippo Baudo                     | Lorella Cuccarini     | –                       | Giardini Naxos      | –                 | –                |
| 28ª      | 1988 | Daniele Piombi                      | Daniele Piombi                      | Daniele Piombi                      | Daniele Piombi                      | Striscia la notizia                         | –                               | –                     | –                       | Giardini Naxos      | –                 | –                |
| 29ª      | 1989 | Daniele Piombi                      | Daniele Piombi                      | Daniele Piombi                      | Daniele Piombi                      | La piovra                                   | Piero Chiambretti               | Loretta Goggi         | Piero Chiambretti       | Giardini Naxos      | –                 | –                |
| 30ª      | 1990 | Daniele Piombi                      | Daniele Piombi                      | Daniele Piombi                      | Daniele Piombi                      | –                                           | Piero Chiambretti               | Donatella Raffai      | Maurizio Battista       | Giardini Naxos      | –                 | –                |
| 31ª      | 1991 | Daniele Piombi                      | Daniele Piombi                      | Daniele Piombi                      | Daniele Piombi                      | –                                           | Gianni Cavina                   | Alba Parietti         | Gad Lerner              | Milazzo             | –                 | –                |
| 32ª      | 1992 | Daniele Piombi                      | Daniele Piombi                      | Daniele Piombi                      | Daniele Piombi                      | Avanzi                                      | Piero Chiambretti               | Serena Dandini        | Il cast di Avanzi       | Milazzo             | –                 | –                |
| 33ª      | 1993 | Daniele Piombi                      | Daniele Piombi                      | Daniele Piombi                      | Daniele Piombi                      | Milano, Italia                              | Gad Lerner                      | –                     | Valeria Marini          | Giardini Naxos      | –                 | –                |
| 34ª      | 1994 | Daniele Piombi                      | Daniele Piombi                      | Daniele Piombi                      | Daniele Piombi                      | Quelli che il calcio                        | Fabio Fazio                     | Mara Venier           | –                       | Agrigento           | –                 | –                |
| 35ª      | 1995 | Daniele Piombi                      | Daniele Piombi                      | Daniele Piombi                      | Daniele Piombi                      | Magazine 3                                  | Amadeus                         | Lorella Cuccarini     | Enzo Iacchetti          | Trapani             | –                 | –                |
| 36ª      | 1996 | Daniele Piombi                      | Daniele Piombi                      | Paolo Bonolis                       | Paolo Bonolis                       | –                                           | Gigi Proietti                   | Mara Venier           | –                       | Sanremo             | –                 | –                |
| 37ª      | 1997 | Daniele Piombi                      | Daniele Piombi                      | Antonella Clerici                   | Federica Panicucci                  | Anima mia                                   | Fabio Fazio                     | Natalia Estrada       | Claudio Baglioni        | Sanremo             | 5700000           | 21,50%           |
| 38ª      | 1998 | Daniele Piombi                      | Daniele Piombi                      | Wendy Windham                       | Federica Panicucci                  | Il racconto del Vajont                      | Fabio Fazio e Raimondo Vianello | Licia Colò            | Marco Paolini           | Sanremo             | 4685000           | 18,46%           |
| 39ª      | 1999 | Daniele Piombi                      | Daniele Piombi                      | Non presente                        | Non presente                        | Le iene                                     | Teo Teocoli                     | Simona Ventura        | Gianni Morandi          | Sanremo             | 6658000           | 26,40%           |
| 40ª      | 2000 | Daniele Piombi                      | Daniele Piombi                      | Anna Falchi                         | Manila Nazzaro                      | Striscia la notizia e La macchina del tempo | Teo Teocoli                     | Alessia Marcuzzi      | Giorgio Panariello      | Sanremo             | 5757000           | 22,71%           |
| 40ª      | 2000 | Barbara De Rossi                    | Milena Miconi                       | Nina Morić                          | Alba Parietti                       | Striscia la notizia e La macchina del tempo | Teo Teocoli                     | Alessia Marcuzzi      | Giorgio Panariello      | Sanremo             | 5757000           | 22,71%           |
| 40ª      | 2000 | Melba Ruffo                         | Natasha Stefanenko                  | Paola Saluzzi                       | Martina Colombari                   | Striscia la notizia e La macchina del tempo | Teo Teocoli                     | Alessia Marcuzzi      | Giorgio Panariello      | Sanremo             | 5757000           | 22,71%           |
| 41ª      | 2001 | Milly Carlucci                      | Milly Carlucci                      | Daniele Piombi                      | Non presente                        | Stasera pago io                             | Fiorello e Corrado Guzzanti     | Iva Zanicchi          | Paola Cortellesi        | Sanremo             | 6986000           | 27,93%           |
| 42ª      | 2002 | Milly Carlucci                      | Milly Carlucci                      | Daniele Piombi                      | Non presente                        | Torno sabato                                | Giorgio Panariello              | Simona Ventura        | Maurizio Crozza         | Sanremo             | 6328000           | 24,53%           |
| 43ª      | 2003 | Amadeus                             | Amadeus                             | Daniele Piombi                      | Non presente                        | Zelig                                       | Fiorello                        | Michelle Hunziker     | Luisa Corna             | Sanremo             | 7331000           | 27,71%           |
| 44ª      | 2004 | Carlo Conti                         | Carlo Conti                         | Daniele Piombi                      | Non presente                        | Affari tuoi                                 | Paolo Bonolis                   | Simona Ventura        | Irene Pivetti           | Sanremo             | 1ª parte: 7735000 | 1ª parte: 26,31% |
| 44ª      | 2004 | Carlo Conti                         | Carlo Conti                         | Daniele Piombi                      | Non presente                        | Affari tuoi                                 | Paolo Bonolis                   | Simona Ventura        | Irene Pivetti           | Sanremo             | 2ª parte: 6474000 | 2ª parte: 35,52% |
| 45ª      | 2005 | Amadeus                             | Amadeus                             | Daniele Piombi                      | Non presente                        | Affari tuoi                                 | Paolo Bonolis                   | Michelle Hunziker     | Max Giusti              | Sanremo             | 5040000           | 26,06%           |
| 46ª      | 2006 | Milly Carlucci                      | Milly Carlucci                      | Daniele Piombi                      | Max Giusti                          | L'Eredità                                   | Ezio Greggio                    | Simona Ventura        | Pupo                    | Sanremo             | 1ª parte: 5763000 | 1ª parte: 24,17% |
| 46ª      | 2006 | Milly Carlucci                      | Milly Carlucci                      | Daniele Piombi                      | Max Giusti                          | L'Eredità                                   | Ezio Greggio                    | Simona Ventura        | Pupo                    | Sanremo             | 2ª parte: 3820000 | 2ª parte: 26,21% |
| 47ª      | 2007 | Antonella Clerici                   | Antonella Clerici                   | Daniele Piombi                      | Non presente                        | Striscia la notizia                         | Gerry Scotti                    | Michelle Hunziker     | Flavio Insinna          | Sanremo             | 6432000           | 26,63%           |
| 48ª      | 2008 | Milly Carlucci                      | Milly Carlucci                      | Daniele Piombi                      | Non presente                        | I migliori anni                             | Carlo Conti                     | Michelle Hunziker     | Francesco Facchinetti   | Sanremo             | 3545000           | 18,88%           |
| 49ª      | 2009 | Carlo Conti                         | Carlo Conti                         | Daniele Piombi                      | Non presente                        | Ballando con le stelle                      | Carlo Conti                     | Michelle Hunziker     | Caterina Balivo         | Sanremo             | 4495000           | 23,84%           |
| 50ª      | 2010 | Carlo Conti                         | Carlo Conti                         | Daniele Piombi                      | Non presente                        | Ballando con le stelle                      | Carlo Conti                     | Antonella Clerici     | non assegnato           | Sanremo             | 6352000           | 26,46%           |
| 51ª      | 2011 | Fabrizio Frizzi                     | Fabrizio Frizzi                     | Daniele Piombi                      | Hoara Borselli                      | Ti lascio una canzone                       | Claudio Bisio                   | Luciana Littizzetto   | Belén Rodríguez         | Sanremo             | 4897000           | 19,91%           |
| 52ª      | 2012 | Carlo Conti                         | Carlo Conti                         | Daniele Piombi                      | Non presente                        | Il più grande spettacolo dopo il weekend    | Fiorello                        | Geppi Cucciari        | Rocco Papaleo           | Sanremo             | 5707000           | 22,77%           |
| 53ª      | 2013 | Fabrizio Frizzi                     | Fabrizio Frizzi                     | Daniele Piombi                      | Non presente                        | Tale e quale show                           | Fabio Fazio                     | Luciana Littizzetto   | Virginia Raffaele       | Sanremo             | 4643000           | 18,55%           |
| 54ª      | 2014 | Fabrizio Frizzi                     | Fabrizio Frizzi                     | Daniele Piombi                      | Non presente                        | Affari tuoi                                 | Carlo Conti                     | Luciana Littizzetto   | –                       | Sanremo             | 3887000           | 16,28%           |
| 55ª      | 2015 | Fabrizio Frizzi                     | Fabrizio Frizzi                     | Daniele Piombi                      | Non presente                        | Tale e quale show                           | Carlo Conti                     | Maria De Filippi      | Frank Matano            | Roma                | 4616000           | 19,98%           |
| 56ª      | 2016 | Non trasmesso in diretta televisiva | Non trasmesso in diretta televisiva | Non trasmesso in diretta televisiva | Non trasmesso in diretta televisiva | Report                                      | Carlo Conti                     | Virginia Raffaele     | Laura Pausini           | Roma                | –                 | –                |

## Plurivincitori
| Personaggio       | Premi vinti |
| ----------------- | ----------- |
| Antonio Ricci     | 33          |
| Ezio Greggio      | 32          |
| Enzo Iacchetti    | 30          |
| Carlo Conti       | 30          |
| Michelle Hunziker | 24          |
| Fabio Fazio       | 21          |
| Paolo Bonolis     | 15          |
| Ficarra e Picone  | 15          |